# ديجا فو (أغنية أوليفيا رودريغو)
ديجا فو هي أغنية للمغنية وكاتبة الأغاني الأمريكية أوليفيا رودريغو. أصدرت في 1 أبريل 2021، من خلال شركتي جيفين وإنترسكوب ريكوردز، كثاني أغنية من ألبومها الاستوديو الأول "ساور". كتبت رودريغو الأغنية بالتعاون مع المنتج دان نيجرو، ونالت تايلور سويفت، جاك أنتونوف، وسانت فنسنت. تمزج "ديجا فو" بين عدة أنماط فرعية من موسيقى البوب وتتناول موضوع الحب والألم الذي تعانيه رودريغو بسبب تكرار شريكها السابق لأشياء قاموا بها في علاقتهما السابقة في علاقته الجديدة.
ديجا فو نالت إعجابًا وثناءً من نقاد الموسيقى، حيث اعتبر العديد منهم أنها تمثل متابعة قوية لأغنية "درايفرز لايسنس" وأشادوا بكلماتها. في الولايات المتحدة، احتلت الأغنية المرتبة الثامنة في قائمة بيلبورد هوت 100 عندما أصدرت لأول مرة، مما جعل أوليفيا رودريغو أول فنانة تصدر أول اثنين من أغانيها في العشر الأوائل في تلك القائمة. في النهاية، وصلت الأغنية إلى المرتبة الثالثة. أما في الدول الأخرى، فقد وصلت "ديجا فو" إلى قائمة أفضل عشرة في إيرلندا، أستراليا، ماليزيا، نيوزيلندا، سنغافورة، كندا، لاتفيا، المملكة المتحدة، البرتغال، والجمهورية التشيكية.
أخرجت ألي أفيتال فيديو كليب "ديجا فو"، الذي صور في ماليبو، كاليفورنيا، ويصف رودريغو وهي تراقب حبيبها السابق وهو يقلد علاقتهما مع حبيبته الجديدة، التي جسدتها الممثلة تاليا رايدر. قدمت رودريغو الأغنية في برامج تلفزيونية مثل "إم تي في بوش" وحفل "المرأة في الموسيقى"، وضمنتها في قوائم الأغاني التي أدتها خلال جولتها الغنائية لعام 2022 وفي مهرجان غلاستونبيري.

## الخلفية

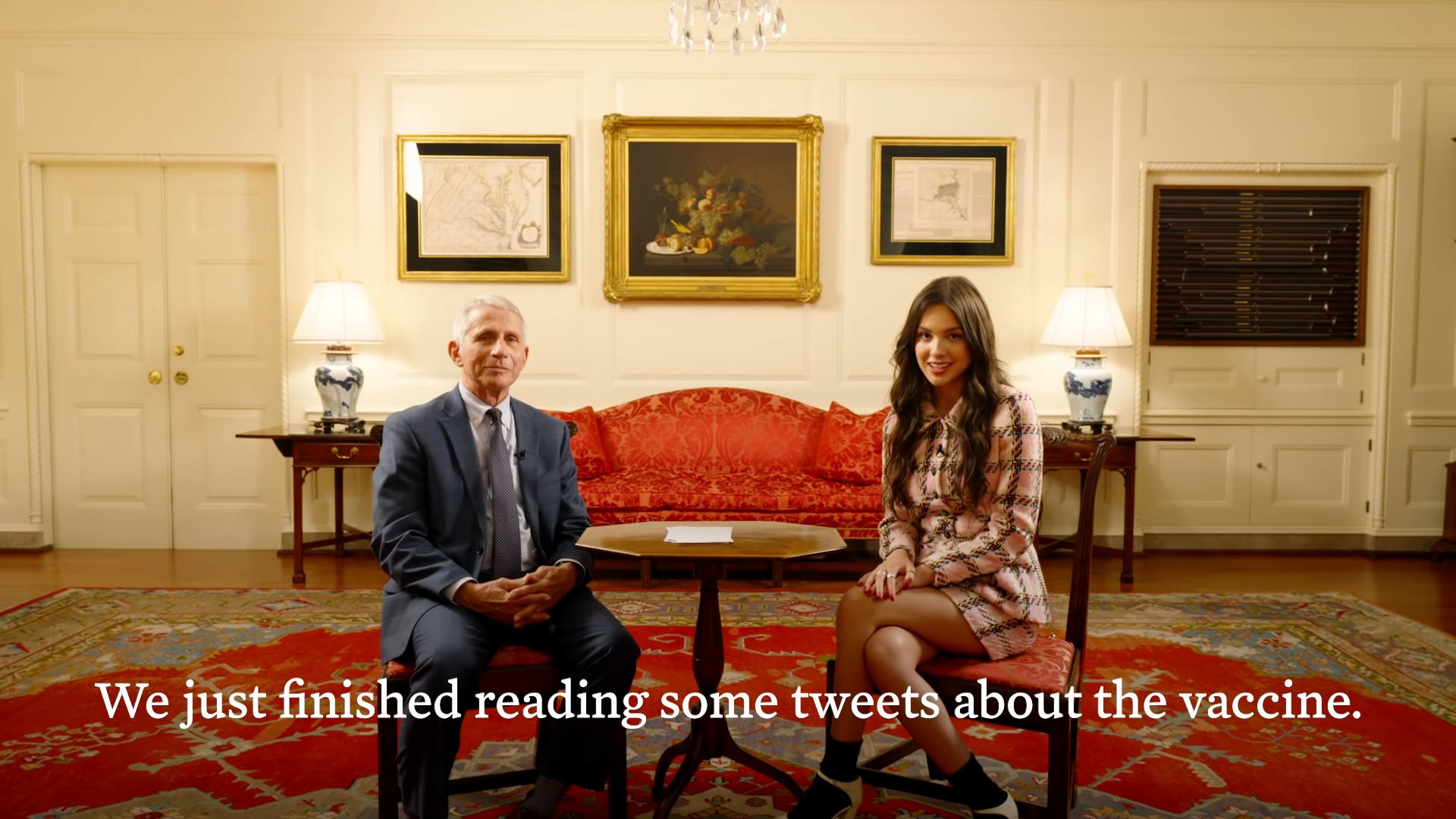
أوليفيا رودريغو وأنتوني فوسي يقرأان تغريدات حول لقاح كوفيد-19 في البيت الأبيض، في 14 يوليو 2021

بدأت أوليفيا رودريغو في عقد اجتماعات مع شركات الإنتاج الموسيقي في أوائل عام 2020، وبعد ذلك قامت بالتوقيع مع شركتي جيفين ريكوردز وإنترسكوب ريكوردز، بهدف إصدار أول ألبوم موسيقي لها في عام 2021. شاهد المؤلف والمنتج الموسيقي الأمريكي دان نيجرو مقطع فيديو لها أثناء أدائها لأغنيتها "هابيير" التي لم تُنشر حينها وأعجب بصوتها، معتبرًا أن "صوتها رائع". اتصل برودريغو واقترح عليها التعاون في مجال صناعة الموسيقى.
تأجلت خططهما في البداية بسبب جائحة كوفيد-19، ولكنهما بدأا في العمل على الموسيقى في استوديو منزل نيجرو بعد عدة أشهر. كتبت رودريغو ونيجرو معًا أغنية "درايفرز لايسنس" في يوليو 2020، والتي أصدرتها كأول أغنية لها في يناير 2021، وحققت نجاحًا تجاريًا غير مسبوق. أعلنت مجلة بيلبورد أنها واحدة من أكثر الأغاني تأثيرًا في تاريخ قائمة بيلبورد هوت 100.

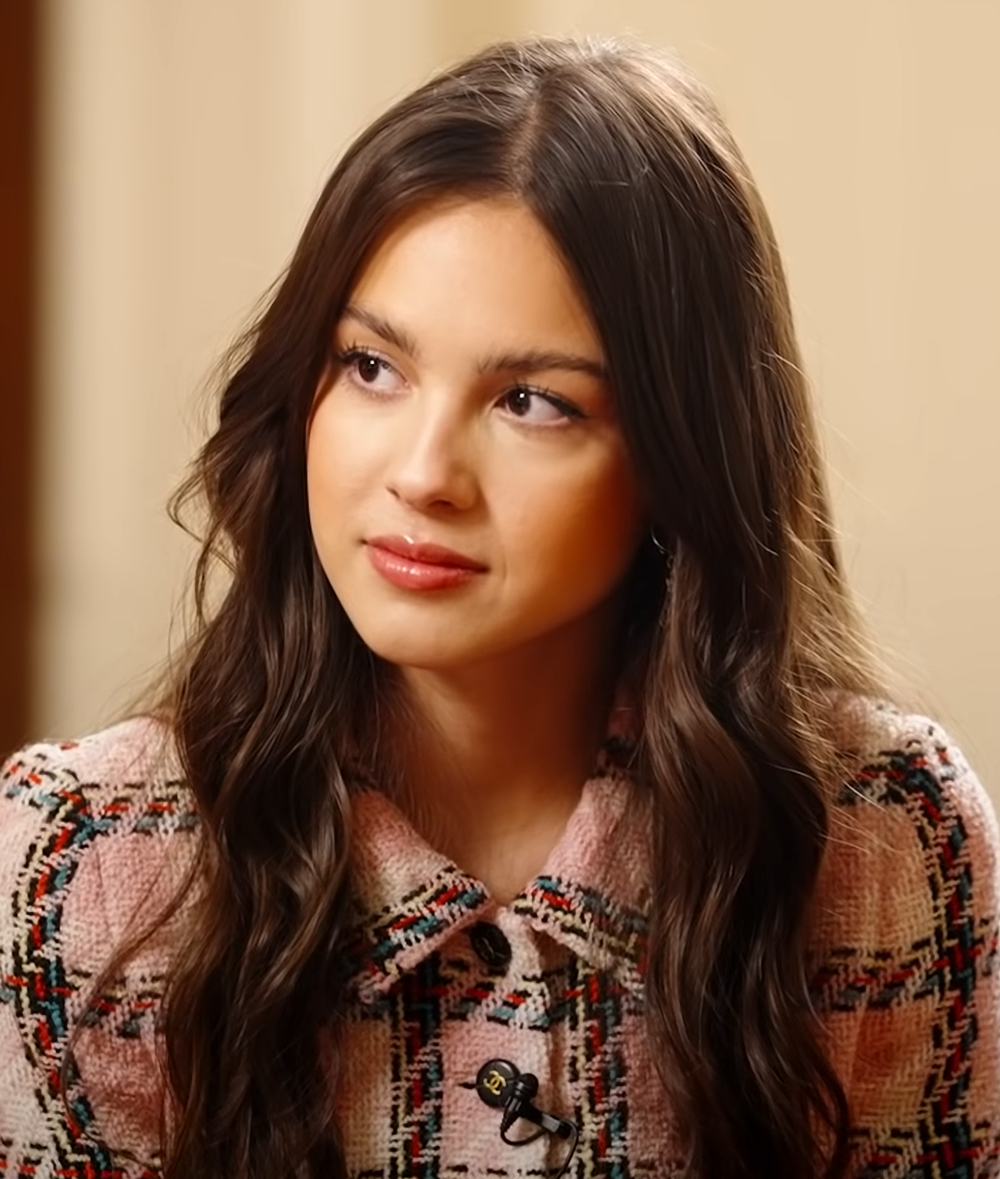
(صورة عام 2021) أثناء مشاركة أوليفيا رودريغو في كتابة أغنية "Deja Vu"، المستوحاة من ملاحظة كتبتها على هاتفها.

ألفت رودريغو ونيجرو أغنية "ديجا فو" خلال يوم واحد في أغسطس 2020، وهذا كان بعد شهر من كتابة أغنية "درايفرز لايسنس". استلهمت رودريغو فكرة الأغنية من نص كانت قد قامت بتخزينه في تطبيق الملاحظات على هاتفها: "عندما كانت معك، هل تشعر بالديجا فو؟". وشرحت رودريغو مفهومها للأغنية قائلة: "أشعر بالديجا فو طوال الوقت. لذا فكرت أنه سيكون من الجميل استخدام الديجا فو كاستعارة لهذا الأمر الشائع جدًا الذي يحدث عندما تنفصل عن شخص ما ويبدأ علاقة مع شخص آخر، وترى أنهم يعيشون الحياة التي عشتها أنت". سجلت "ديجا فو" على مدى عدة أشهر حيث قامت بإعادة تسجيلها في لحن جديد. تأثر الجسر الموسيقي للأغنية بأغنية تايلور سويفت "كرويل سامر" التي صدرت في عام 2019.

بدأت أوليفيا رودريغو بالإشارة إلى إصدار أغنية جديدة من خلال حذف منشوراتها على حسابها على إنستجرام ومشاركة تشويقات غامضة في أواخر مارس 2021. في 29 مارس، كشفت عن عنوان الأغنية "ديجا فو"، وغلافها، وتاريخ إصدارها. اختارت رودريغو "ديجا فو" كأغنيتها الثانية لأنها اعتبرتها "تطورًا طبيعيًا" من "درايفرز لايسنس"، حيث تعرض تنوعها كفنانة قائلة:
"يمكنني صنع أغاني حزينة عن القلب المكسور ولكنني يمكنني أيضًا صنع أغاني بوب بديلة رائعة. لم أرد أن أقتصر على دور الفتاة التي تغني أغاني الحزن".
قامت بنشر ثلاثة مقاطع قبل الإعلان، تضمنت مخروط الآيس كريم الذائب، والسحب المتجانسة، وسيارة تسير على طول المحيط. في مقابلة مع MTV News، أكدت رودريغو أن الأغنية "بالتأكيد ليست مثل درايفرز لايسنس"، وكانت متحمسة ومتوترة بشأن جمهورها الذي سيشاهد جانبًا مختلفًا من فنها في هذه الأغنية. أصدرت جيفين ريكوردز الأغنية للتنزيل الرقمي والبث في 1 أبريل 2021، كثاني أغنية من ألبومها "ساور" (2021). أما إنترسكوب ريكوردز، فقد وزعت "ديجا فو" لمحطات الراديو المعاصرة في الولايات المتحدة بعد خمسة أيام، وللبث الإذاعي في إيطاليا في 23 أبريل.

## التكوين

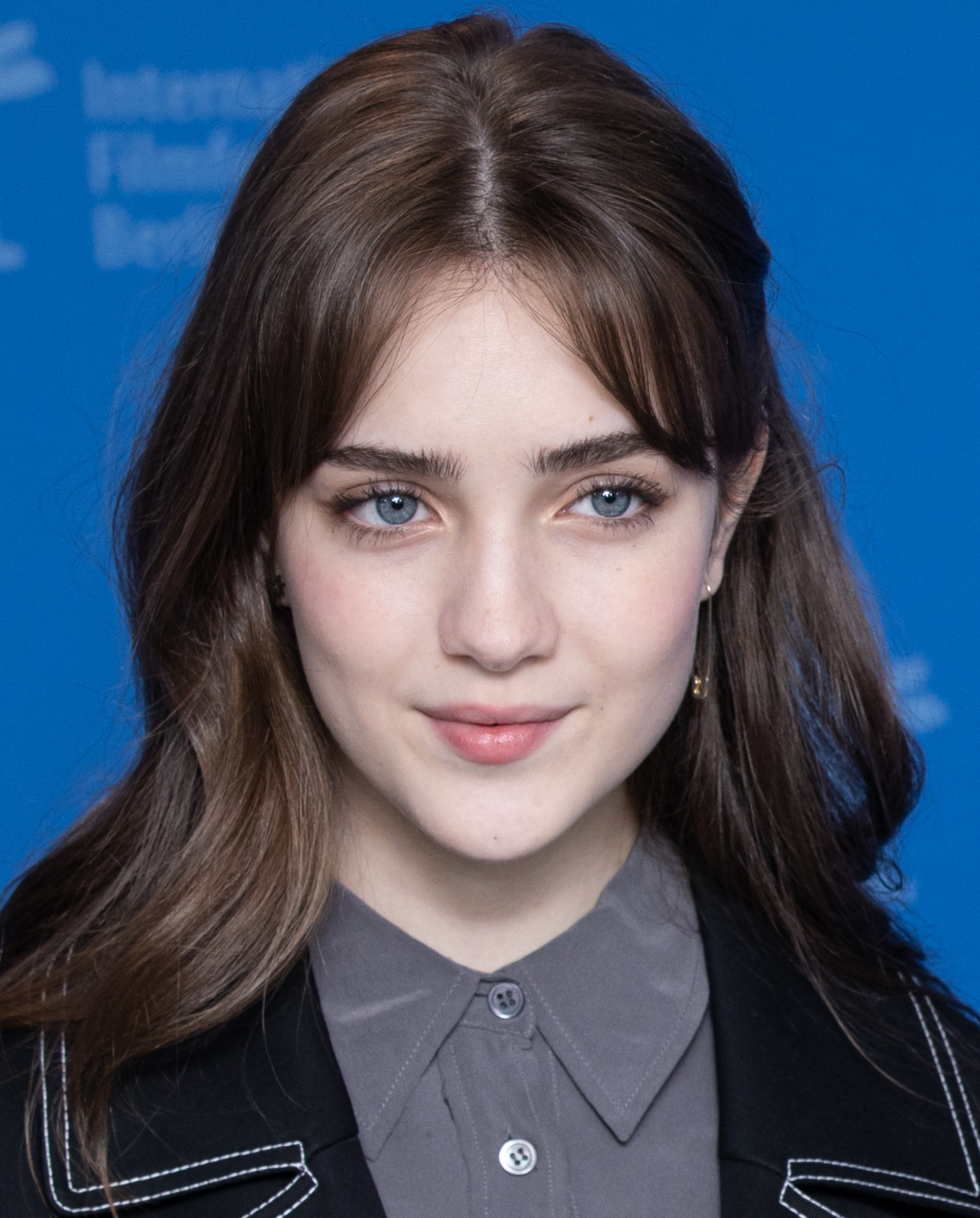
ظهور تاليا رايدر (الصورة عام 2020) في الفيديو الموسيقي لأغنية "Deja Vu".

أغنية "ديجا فو" مدتها 3 دقائق و 35 ثانية. أنتجها وسجّلها دان نيجرو في استوديوهات Amusement في لوس أنجلوس. قام ببرمجة الأسطوانات وعزف الجيتار الأكوستيكي والجيتار الكهربائي وآلة الوورليتزر و60 من آلات الإيقاع الأخرى. جام سيتي قام بعزف الأرغن والجيتار، ورايان لينفيل قام بعزف الناي والساكسفون. سجلت الأسطوانات بواسطة ستيرلينج لوز في استوديو Heavy Duty في بيربانك، وقام كريس كايتش وجاسمين تشين بالهندسة الصوتية.
"ديجا فو" هي أغنية بوب نفسيديليك متوسطة الإيقاع، تمزج بين عدة أنماط موسيقية منها البوب الروك، والبوب الفني، والبوب المستقل، وتحمل تأثيرات من الموسيقى البديلة. الأغنية تأتي مع موسيقى بيانو ترافقها الجيتارات والإيقاعات القوية، كما تضم عناصر من الموسيقى الإلكترونية. تتميز "ديجا فو" بإيقاع حساس يصعد نحو جسر موسيقي واسع، وفقًا لماركوس جونز من مجلة إنترتينمنت ويكلي. يقدم رودريغو أداءً غنائيًا ملحميًا فوق ألحان الأغنية.
اعتبر مايكل كراغ من مجلة ذا أوبزرفر أن أداء الأصوات الهمسية في الأغنية يشبه أسلوب الفنانة لورد. تكمن التشابهات مع أغنية "كرويل سامر" في الجسر، حيث تقتبس رودريغو الجزء الغاضب والهتافي من أغاني تايلور سويفت الحديثة، وفقًا لكريس ويلمان من مجلة فارايتي.
فيما يتعلق بالكلمات، تتناول رودريغو في الأغنية موضوع الحب والفراق. خلال الأغنية، تخاطب شريكها السابق الذي يعيش علاقة جديدة وتتذكر كيف يقوم بتكرار الأشياء التي فعلها معها، مثل القيادة على طول ساحل كاليفورنيا، وتناول الآيس كريم بنكهة الفراولة، ومشاركة الجاكيتات، ومشاهدة حلقات مسلسل Glee من جديد، والاستماع إلى أغنية بيلي جويل "Uptown Girl" التي صدرت في عام 1983. تعبر عن حزنها حيال تكراره للنكات التي كانت ترويها. في الجزء الرئيسي من الأغنية، تتساءل رودريغو ساخرة ما إذا كان يقوم بالتحدث عن حبيبته الجديدة بالخطأ باستخدام اسمها.

## النقد
استقبلت "ديجا فو" استحسانًا من نقاد الموسيقى، حيث رأى العديد منهم أنها كانت استمرارًا قويًا لأغنية "درايفرز لايسنس". أشاد توم بريهان بالتغيير النمطي في الأغنية مقارنة بأغنية رودريغو الأولى، واصفاً إياها بأنها "أغنية بوب مبهجة مع جسر غنائي ملحمي يمكن الانغماس فيه"، على الرغم من أنه أشار أيضًا إلى تشابه موضوعاتهما. أثنت تاتيانا تنريرو على الأغنية باعتبارها تحسينًا، مشيرة إلى أنها أغنية رائعة وبراقة تشبه "زواجًا بين تايلور سويفت وراديوهيد". كتبت ريان دالي أن "ديجا فو" هي استمرار مشرف، وأعتقدت أنها دفعت بعيدًا أي تصور بأنها ستكون فنانة ذات أغنية واحدة فقط.
أكدت كوين مورلاند أن رودريغو أثبتت نفسها بأغنية "ديجا فو" كواحدة من أهم نجوم موسيقى البوب، وأثنت على إنتاجها المشبع بالمتعة واعتبرتها تجربة جريئة وعميقة. ووصف كراغ الأغنية بأنها "وداع متميز وذات نص حاد وشديدة الألم"، وكتبت هيذر تايلور سينغه أنها ساحرة وتعرض تفاصيل الحب في سنوات الشباب. كتبت أوليفيا هورن أنها استخدمت توترها العاطفي كوقود على الأغنية وأثنت على كلماتها المحددة.
قامت بعض النشرات بتضمين "ديجا فو" في قوائمها لأفضل 100 أغنية لعام 2021. وضع روب شفيلد الأغنية في المرتبة الثانية، واعتبرها الأفضل والأكثر تقديرًا بين أعمال رودريغو الناجحة في تلك السنة، مؤكدًا على أنها أقامت نفسها كـ "عبقرية البوب لهذه اللحظة".

## الآداء التجاري

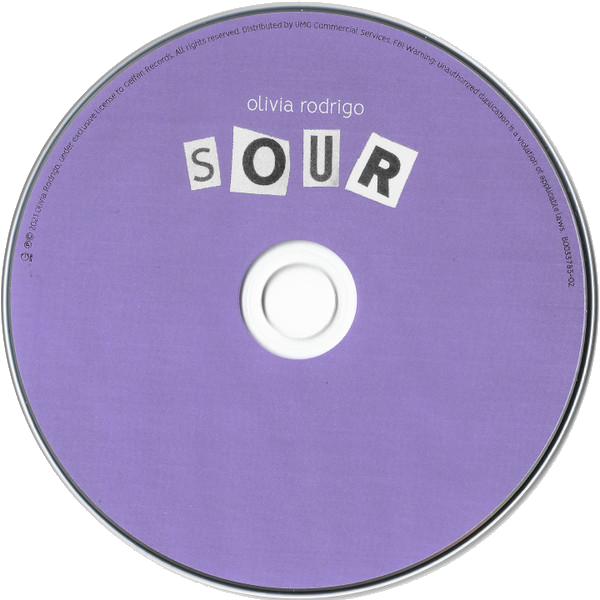
ألبوم sour لأوليفيا رودريجو (أسطوانة الألبوم) (الولايات المتحدة-2021)

احتلت ديجا فو المرتبة الثامنة في قائمة البيلبورد الأمريكية 100 التي صدرت في 17 أبريل 2021، مما جعلت أوليفيا رودريغو أول فنانة تحتل المرتبتين الأوليين في القائمة بأول أغنيتين لها. وعند إصدار ألبوم "ساور"، ارتفعت الأغنية إلى المرتبة الثالثة على القائمة التي صدرت في 5 يونيو 2021، وحصلت على شهادة بلاتين من جمعية صناعة التسجيلات الأمريكية. وفي قائمة البيلبورد الكندية 100، احتلت المرتبة الرابعة وحصلت على شهادة بلاتين من موسيقى كندا. وبالنسبة للمملكة المتحدة، احتلت "ديجا فو" المرتبة الرابعة وحصلت على شهادة بلاتين من الصناعة الفونوغرافية البريطانية.
أما في أستراليا، احتلت "ديجا فو" المرتبة الثالثة وحصلت على شهادة بلاتين من جمعية تسجيل الصوت الأسترالية. وظهرت الأغنية في المرتبة 33 في قائمة Triple J Hottest 100 لعام 2021، إلى جانب أربع أغاني أخرى من ألبوم "ساور". وصلت "ديجا فو" إلى المرتبة الثالثة في نيوزيلندا وحصلت على شهادة بلاتين من Recorded Music NZ ووصلت الأغنية إلى قوائم الأغاني الوطنية في العديد من البلدان، منها المرتبة الثانية في أيرلندا، المرتبة الثالثة في ماليزيا وسنغافورة، المرتبة الرابعة في لاتفيا، المرتبة الخامسة في البرتغال، المرتبة العاشرة في التشيك، المرتبة الحادية عشرة في جنوب إفريقيا، المرتبة الخامسة عشرة في الهند، المرتبة السابعة عشرة في لبنان، ليتوانيا، والنرويج، والمرتبة التاسعة عشرة في اليونان، المجر، وسلوفاكيا. وحصلت الأغنية على شهادة بلاتين في النرويج، البرتغال، وبولند، وحصلت على شهادة ذهبية في الدنمارك، إيطاليا، والسويد.

## الاعتمادات والموظفين
الاعتمادات مقتبسة من أوراق الألبوم "ساور" ومن موقع تيدال.

### مواقع الاستوديو
- استوديوهات Amusement (لوس أنجلوس)
- تسجيل الطبول في استوديوهات Heavy Duty (بيربانك)
- الدمج الموسيقي في استوديوهات SOTA (لوس أنجلوس)
- التوزيع في Sterling Sound (مدينة نيويورك)

### شؤون الموظفين
- أوليفيا رودريغو - الأصوات الرئيسية، الأصوات الثانوية، كتابة الأغنية
- دانيال نيجرو - كتابة الأغنية، الإنتاج، التسجيل، الجيتار الأكوستيكي، الجيتار الكهربائي، برمجة الطبول، الأصوات الثانوية، الإيقاعات
- تايلور سويفت - كتابة الأغنية، التداخل
- جاك أنتونوف - كتابة الأغنية، التداخل
- آني كلارك - كتابة الأغنية، التداخل
- دان فيافور - هندسة مساعدة
- جام سيتي - الأورج، الجيتار
- رايان لينفيل - الناي، الساكسفون
- ستيرلينج لوز - تسجيل الطبول
- كريس كايتش - هندسة الطبول
- جاسمين تشين - هندسة الطبول
- ميتش مكارثي - الخلط
- راندي ميريل - التوزيع

## الشهادات
| منطقة                                                                                        | شهادة                   | المعتمدة الوحدات /المبيعات |
| -------------------------------------------------------------------------------------------- | ----------------------- | -------------------------- |
| أستراليا                                                                                     | 4× بلاتينيوم            | 280,000 ‡                  |
| كندا                                                                                         | 3× بلاتينيوم            | 240,000 ‡                  |
| الدنمارك                                                                                     | ذهب                     | 45,000 ‡                   |
| فرنسا                                                                                        | ذهب                     | 100,000 ‡                  |
| إيطاليا                                                                                      | ذهب                     | 35,000 ‡                   |
| المكسيك                                                                                      | الماس+2× البلاتين+الذهب | 1,050,000 ‡                |
| نيوزيلندا                                                                                    | البلاتين                | 30,000 ‡                   |
| النرويج                                                                                      | البلاتين                | 60,000 ‡                   |
| بولندا                                                                                       | البلاتين                | 50,000 ‡                   |
| البرتغال                                                                                     | البلاتين                | 10,000 ‡                   |
| المملكة المتحدة                                                                              | البلاتين                | 919,000                    |
| الولايات المتحدة                                                                             | 4× بلاتينيوم            | 4,000,000 ‡                |
| السويد                                                                                       | ذهب                     | 4,000,000 †                |
| ‡ أرقام المبيعات + التدفق تعتمد على الشهادة وحدها. † أرقام البث فقط تعتمد على الشهادة وحدها. |                         |                            |